# Olivier Beretta
Olivier Henri Aldo Léopold Beretta (* 23. November 1969 in Monte Carlo) ist ein ehemaliger monegassischer Automobilrennfahrer.

## Karriere
Olivier Beretta begann seine Karriere wie viele namhafte Rennfahrer 1983 im Kartsport. 1989 wechselte er in die Französische Formel-3-Meisterschaft. In der folgenden Saison wurde er auf einem Dallara-Alfa Romeo er Dritter beim wichtigsten Lauf des Jahres in Monaco und schaffte am Jahresende seinen ersten Sieg beim Rennen in Pau, der ihm den dritten Rang in der Gesamtwertung der Französischen Meisterschaft bescherte.
Ein Bruch des Unterarms beim Formel-3-Lauf in Monaco 1991 (Beretta fuhr ein weiteres Jahr in dieser Formel) behinderte ihn das ganze Jahr nachhaltig. Zählbare Erfolge blieben daher weitgehend aus. Auch ein Ausweichen auf nationale Meisterschaften in Großbritannien und Frankreich änderten daran nichts.
1992 wechselte Beretta dennoch in die Formel 3000. Er unterschrieb einen Vertrag bei Nelson Piquets neuem Team, allerdings brachte auch dieses Jahr nicht die erhofften Ergebnisse. Beretta neigte vor allem unter Druck zu individuellen Fehlern und musste die Saison als Lernjahr abschreiben. Erst der Wechsel zu Forti Corse 1993 brachte die Wende. Gleich das erste Rennen in Donington endete nach Pole-Position im Training mit einem Sieg. Es war zwar das einzige Podium des Jahres, immerhin reichte es aber durch konstante Fahrten in die Punkteränge zu Platz sechs in der Meisterschaft.

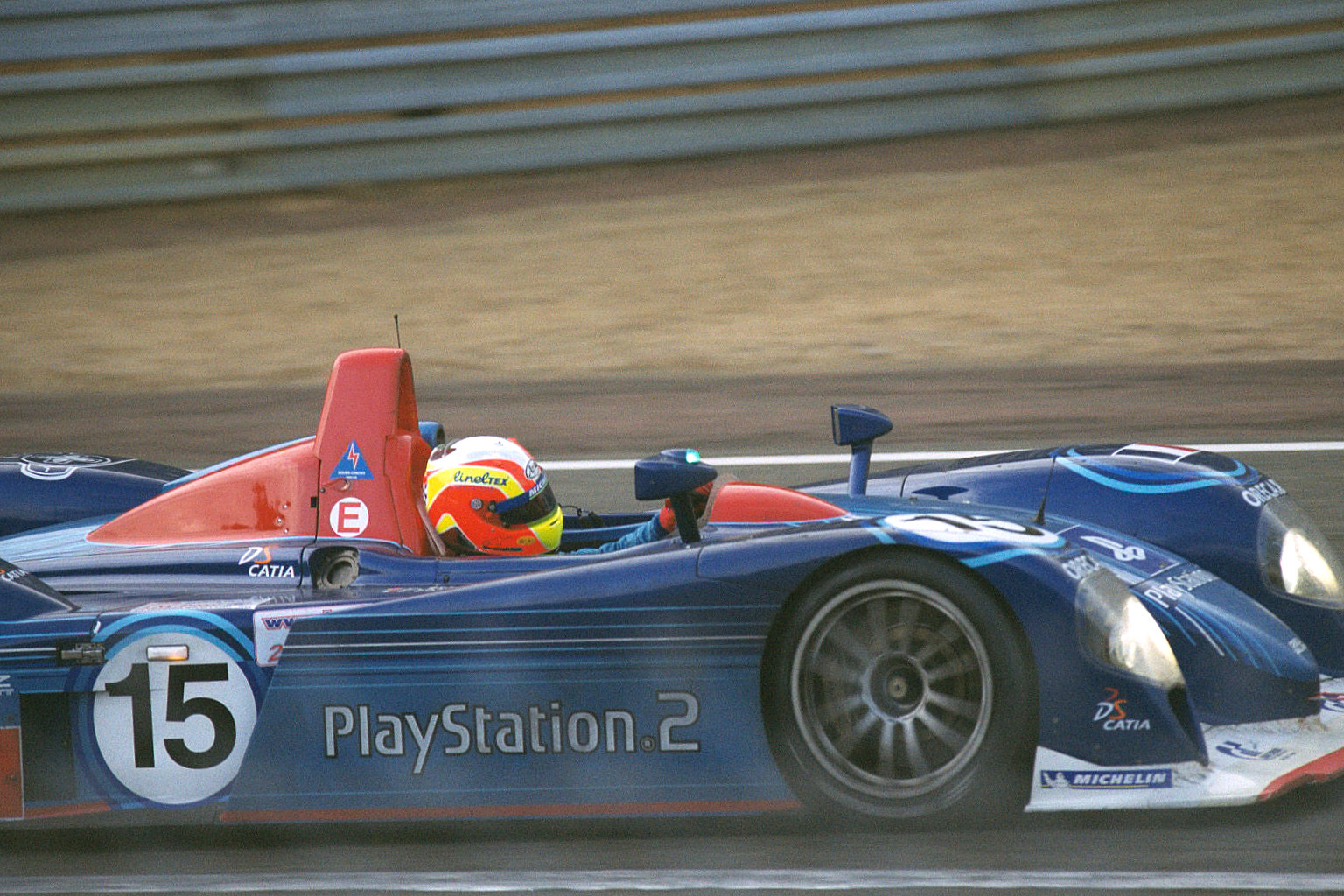
Olivier Beretta asm Steuer eines Dallara SP1 beim 24-Stunden-Rennen von Le Mans 2002

Mit viel Sponsorgeld kam Beretta 1994 in die Formel 1. Das ständig unterfinanzierte Larrousse-Team von Gérard Larrousse verpflichtete ihn als Partner von Érik Comas. Mit dem Larrousse LH94-Ford-Cosworth konnte Beretta die Performance seines Teamkollegen jedoch nicht erreichen. Beim Großen Preis von Deutschland in Hockenheim kam er den Punkterängen am nächsten. Der siebte Rang blieb sein bestes Resultat in dieser Rennserie. Nach dem Großen Preis von Ungarn ging ihm das Sponsorgeld aus und die Grand-Prix-Karriere endete nach nur neun Rennen ohne zählbaren Erfolg.
Erst der Wechsel zu den Sportwagen brachte Beretta Erfolg im Motorsport, entsprachen diese Wagen doch seinem Stil und Stehvermögen. Für das Team ORECA holte er 1998 die Meisterschaft in der GT2-Klasse der FIA-GT-Meisterschaft und zwei Klassensiege bei den 24 Stunden von Le Mans 1999 und 2000. Im Duo mit Karl Wendlinger auf der Chrysler Viper GTS-R war er in der GTS-Klasse [[ALMS-Saison 1999<1999]] und 2000 Champion der American Le Mans Series. Ab 2004 war Beretta Corvette-Werksfahrer und pilotierte die Corvette C5-R, bzw. C6.R. Für Corvette Racing, der offiziellen Bezeichnung des Werksteams, gewann er die GTS bzw. GT1-Klasse dreimal bei den 24 Stunden von Le Mans, zweimal bei den 12 Stunden von Sebring, dreimal beim Petit Le Mans sowie zwei weitere Male die Gesamtwertung dieser Klasse in der American Le Mans Series.

## Statistik

### Statistik in der Formel 1
| Saison | Team                 | Chassis        | Motor          | Rennen | Siege | Zweiter | Dritter | Poles | schn. Rennrunden | Punkte | WM-Pos. |
| ------ | -------------------- | -------------- | -------------- | ------ | ----- | ------- | ------- | ----- | ---------------- | ------ | ------- |
| 1994   | Tourtel Larrousse F1 | Larrousse LH94 | Ford HB 3.5 V8 | 9      | −     | −       | −       | −     | −                | −      | 27.     |
| Gesamt | Gesamt               | Gesamt         | Gesamt         | 9      | −     | −       | −       | −     | −                | −      |         |

#### Einzelergebnisse
| Saison | 1   | 2   | 3 | 4   | 5   | 6   | 7  | 8 | 9 | 10 | 11 | 12 | 13 | 14 | 15 | 16 |
| ------ | --- | --- | - | --- | --- | --- | -- | - | - | -- | -- | -- | -- | -- | -- | -- |
| 1994   |     |     |   |     |     |     |    |   |   |    |    |    |    |    |    |    |
| DNF    | DNF | DNF | 8 | DNS | DNF | DNF | 14 | 7 | 9 |    |    |    |    |    |    |    |

| Legende  | Legende            | Legende                                                          |
| Farbe    | Abkürzung          | Bedeutung                                                        |
| -------- | ------------------ | ---------------------------------------------------------------- |
| Gold     | –                  | Sieg                                                             |
| Silber   | –                  | 2. Platz                                                         |
| Bronze   | –                  | 3. Platz                                                         |
| Grün     | –                  | Platzierung in den Punkten                                       |
| Blau     | –                  | Klassifiziert außerhalb der Punkteränge                          |
| Violett  | DNF                | Rennen nicht beendet (did not finish)                            |
| Violett  | NC                 | nicht klassifiziert (not classified)                             |
| Rot      | DNQ                | nicht qualifiziert (did not qualify)                             |
| Rot      | DNPQ               | in Vorqualifikation gescheitert (did not pre-qualify)            |
| Schwarz  | DSQ                | disqualifiziert (disqualified)                                   |
| Weiß     | DNS                | nicht am Start (did not start)                                   |
| Weiß     | WD                 | zurückgezogen (withdrawn)                                        |
| Hellblau | PO                 | nur am Training teilgenommen (practiced only)                    |
| Hellblau | TD                 | Freitags-Testfahrer (test driver)                                |
| ohne     | DNP                | nicht am Training teilgenommen (did not practice)                |
| ohne     | INJ                | verletzt oder krank (injured)                                    |
| ohne     | EX                 | ausgeschlossen (excluded)                                        |
| ohne     | DNA                | nicht erschienen (did not arrive)                                |
| ohne     | C                  | Rennen abgesagt (cancelled)                                      |
| ohne     | keine WM-Teilnahme |                                                                  |
| sonstige | P/fett             | Pole-Position                                                    |
| sonstige | 1/2/3/4/5/6/7/8    | Punktplatzierung im Sprint-/Qualifikationsrennen                 |
| sonstige | SR/kursiv          | Schnellste Rennrunde                                             |
| sonstige | *                  | nicht im Ziel, aufgrund der zurückgelegten Distanz aber gewertet |
| sonstige | ()                 | Streichresultate                                                 |
| sonstige | unterstrichen      | Führender in der Gesamtwertung                                   |

### Le-Mans-Ergebnisse
| Jahr | Team                     | Fahrzeug                  | Teamkollege      | Teamkollege           | Platzierung             | Ausfallgrund     |
| ---- | ------------------------ | ------------------------- | ---------------- | --------------------- | ----------------------- | ---------------- |
| 1996 | Societé Viper Team ORECA | Chrysler Viper GTS-R      | Philippe Gache   | Éric Hélary           | Rang 21                 |                  |
| 1997 | Societé Viper Team ORECA | Chrysler Viper GTS-R      | Philippe Gache   | Dominique Dupuy       | Ausfall                 | Unfall           |
| 1998 | Societé Viper Team ORECA | Chrysler Viper GTS-R      | Tommy Archer     | Pedro Lamy            | Rang 13                 |                  |
| 1999 | Viper Team ORECA         | Chrysler Viper GTS-R      | Karl Wendlinger  | Dominique Dupuy       | Rang 10 und Klassensieg |                  |
| 2000 | Viper Team ORECA         | Chrysler Viper GTS-R      | Karl Wendlinger  | Dominique Dupuy       | Rang 7 und Klassensieg  |                  |
| 2001 | Playstation Team ORECA   | Chrysler LMP 2001         | Karl Wendlinger  | Pedro Lamy            | Rang 4                  |                  |
| 2002 | Playstation Team ORECA   | Dallara SP1               | Érik Comas       | Pedro Lamy            | Rang 5                  |                  |
| 2003 | Team Panoz               | Panoz LMP-1               | Gunnar Jeannette | Massimiliano Papis    | Rang 5                  |                  |
| 2004 | Corvette Racing          | Chevrolet Corvette C5-R   | Oliver Gavin     | Jan Magnussen         | Rang 6 und Klassensieg  |                  |
| 2005 | Corvette Racing          | Chevrolet Corvette C6.R   | Oliver Gavin     | Jan Magnussen         | Rang 5 und Klassensieg  |                  |
| 2006 | Corvette Racing          | Chevrolet Corvette C6.R   | Oliver Gavin     | Jan Magnussen         | Rang 4 und Klassensieg  |                  |
| 2007 | Corvette Racing          | Chevrolet Corvette C6.R   | Oliver Gavin     | Massimiliano Papis    | Ausfall                 | Kraftübertragung |
| 2008 | Corvette Racing          | Chevrolet Corvette C6.R   | Oliver Gavin     | Massimiliano Papis    | Rang 15                 |                  |
| 2009 | Corvette Racing          | Chevrolet Corvette C6.R   | Oliver Gavin     | Marcel Fässler        | Ausfall                 | Getriebeschaden  |
| 2010 | Corvette Racing          | Chevrolet Corvette C6 ZR1 | Oliver Gavin     | Emmanuel Collard      | Ausfall                 | Unfall           |
| 2011 | Corvette Racing          | Chevrolet Corvette C6.R   | Tommy Milner     | Antonio García        | Rang 11 und Klassensieg |                  |
| 2012 | AF Corse                 | Ferrari 458 Italia GTC    | Andrea Bertolini | Marco Cioci           | Rang 22                 |                  |
| 2013 | AF Corse                 | Ferrari 458 Italia GT2    | Kamui Kobayashi  | Toni Vilander         | Rang 20                 |                  |
| 2014 | AF Corse                 | Ferrari 458 Italia GT2    | Davide Rigon     | Pierre Kaffer         | Ausfall                 | Motorschaden     |
| 2015 | AF Corse                 | Ferrari 458 Italia GT2    | Davide Rigon     | James Calado          | Rang 21                 |                  |
| 2017 | Spirit of Race           | Ferrari 488 GTE           | Thomas Flohr     | Francesco Castellacci | Rang 41                 |                  |
| 2018 | MR Racing                | Ferrari 488 GTE           | Motoaki Ishikawa | Eddie Cheever III     | Rang 38                 |                  |
| 2019 | MR Racing                | Ferrari 488 GTE           | Motoaki Ishikawa | Eddie Cheever III     | Rang 41                 |                  |

### Sebring-Ergebnisse
| Jahr | Team                      | Fahrzeug                  | Teamkollege      | Teamkollege        | Platzierung            | Ausfallgrund     |
| ---- | ------------------------- | ------------------------- | ---------------- | ------------------ | ---------------------- | ---------------- |
| 2000 | Viper Team Oreca          | Dodge Viper GTS-R         | Karl Wendlinger  | Dominique Dupuy    | Rang 7 und Klassensieg |                  |
| 2003 | JML                       | Panoz LMP01               | Gunnar Jeannette | Massimiliano Papis | Rang 5                 |                  |
| 2004 | Corvette Racing           | Chevrolet Corvette C5-R   | Oliver Gavin     | Jan Magnussen      | Ausfall                | Kupplungsschaden |
| 2005 | Corvette Racing           | Chevrolet Corvette C6.R   | Oliver Gavin     | Jan Magnussen      | Rang 6                 |                  |
| 2006 | Corvette Racing           | Chevrolet Corvette C6.R   | Oliver Gavin     | Jan Magnussen      | Rang 3 und Klassensieg |                  |
| 2007 | Corvette Racing           | Chevrolet Corvette C6.R   | Oliver Gavin     | Massimiliano Papis | Rang 7 und Klassensieg |                  |
| 2008 | Chevrolet Corvette Racing | Chevrolet Corvette C6.R   | Oliver Gavin     | Massimiliano Papis | Rang 10                |                  |
| 2009 | Corvette Racing           | Chevrolet Corvette C6.R   | Oliver Gavin     | Marcel Fässler     | Rang 6                 |                  |
| 2010 | Corvette Racing           | Chevrolet Corvette C6.R   | Oliver Gavin     | Emmanuel Collard   | Rang 16                |                  |
| 2011 | Corvette Racing           | Chevrolet Corvette C6 ZR1 | Antonio García   | Tommy Milner       | Rang 13                |                  |
| 2012 | AF Corse                  | Ferrari 458 Italia        | Andrea Bertolini | Marco Cioci        | Rang 19                |                  |
| 2013 | Risi Competizione         | Ferrari 458 Italia        | Gianmaria Bruni  | Matteo Malucelli   | Rang 16                |                  |

### Einzelergebnisse in der FIA-Langstrecken-Weltmeisterschaft
| Saison  | Team           | Rennwagen          | 1   | 2   | 3   | 4   | 5   | 6   | 7   | 8   | 9   |
| ------- | -------------- | ------------------ | --- | --- | --- | --- | --- | --- | --- | --- | --- |
| 2012    | AF Corse       | Ferrari 458 Italia | SEB | SPA | LEM | SIL | SAO | BAH | FUJ | SHA |     |
| 2012    | AF Corse       | Ferrari 458 Italia | 19  | 21  | 22  | DNF | 19  | 16  | 20  | 18  |     |
| 2013    | AF Corse       | Ferrari 458 Italia | SIL | SPA | LEM | SAO | AUS | FUJ | SHA | BAH |     |
| 2013    | AF Corse       | Ferrari 458 Italia | 20  |     |     |     |     |     |     |     |     |
| 2014    | AF Corse       | Ferrari 458 Italia | SIL | SPA | LEM | AUS | FUJ | SHA | BAH | SAO |     |
| 2014    | AF Corse       | Ferrari 458 Italia | DNF |     |     |     |     |     |     |     |     |
| 2015    | AF Corse       | Ferrari 458 Italia | SIL | SPA | LEM | NÜR | AUS | FUJ | SHA | BAH |     |
| 2015    | AF Corse       | Ferrari 458 Italia | 21  |     |     |     |     |     |     |     |     |
| 2017    | Spirit of Race | Ferrari 488 GTE    | SIL | SPA | LEM | NÜR | MEX | AUS | FUJ | SHA | BAH |
| 2017    | Spirit of Race | Ferrari 488 GTE    | 41  |     |     |     |     |     |     |     |     |
| 2018/19 | MR Racing      | Ferrari 488 GTE    | SPA | LEM | SIL | FUJ | SHA | SEB | SPA | LEM |     |
| 2018/19 | MR Racing      | Ferrari 488 GTE    | 25  | 38  | 23  | DNF | 27  | 24  | 32  | 41  |     |
| 2019/20 | MR Racing      | Ferrari 488 GTE    | SIL | FUJ | SHA | BAH | AUS | SPA | LEM | BAH |     |
| 2019/20 | MR Racing      | Ferrari 488 GTE    | 20  | 22  | 25  | 25  | 29  |     |     |     |     |